# Piotr z Lugano
Piotr z Lugano (zwany Piotrem Włochem) – włoski architekt epoki Odrodzenia.

## Życiorys
Po przybyciu do Lwowa otrzymał prawa mieszczanina, w 1543 po raz pierwszy został wymieniony w Dziejach Rady Miejskiej Lwowa. Jego imię pojawia się w dokumencie jako Petrus Murator Italus oraz Murator Regius. Miał dobre kontakty z patrycjuszami lwowskimi. Do udokomentowanych prac Piotra z Lugano należą m.in. Cerkiew Wołoska we Lwowie ukończona w 1559, która spłonęła w 1571. W pismach bractwa stauropigialnego zachowały się rysunki projektowe prostokątnej świątyni z trzema kopułami i przyporami. Wiadomo również, że w 1563 przebudował gotycki kościół w rumuńskiej Bystrzycy na świątynię ewangelicką, w tamtejszych dokumentach rady miejskiej odnotowano, że projektantem był niejaki Petrus de Italus Luugon, Civis Leopoliensis. Historyk Władysław Łoziński przypisywał Piotrowi z Lugano autorstwo wielu renesansowych budynków we Lwowie, które powstały przed 1560. Zaliczał do nich kamienicę przy ulicy Ormiańskiej 20, Ruskiej 20 oraz ukończoną w 1555 kamienicę Stancji Scholz przy obecnej ulicy Drukarskiej (budynek nie istnieje). Łoziński kierował się charakterystycznymi renesansowymi ozdobami portali okien i drzwi.